# Campionato mondiale di hockey su ghiaccio - Terza Divisione 2011
Il Campionato mondiale di hockey su ghiaccio - Terza Divisione 2011 è stato un torneo di hockey su ghiaccio organizzato dall'International Ice Hockey Federation. Il torneo si è disputato fra l'10 e il 17 aprile 2011. Le sei squadre partecipanti sono state riunite in un unico gruppo. Le partite si sono svolte a Città del Capo, in Sudafrica. La Nuova Zelanda e la Turchia hanno concluso nelle prime due posizioni, garantendosi la partecipazione al Campionato mondiale di hockey su ghiaccio - Seconda Divisione 2012. Tuttavia la Mongolia, iscrittasi al Campionato mondiale, ha dato forfait e tutte le sue partite sono state conteggiate a tavolino come sconfitte per 5-0.

## Partecipanti
| Nazionale   | Qualificazione                                                  |
| ----------- | --------------------------------------------------------------- |
| Turchia     | Sesta e retrocessa dalla Seconda Divisione - Gruppo A del 2010. |
| Israele     | Sesto e retrocesso dalla Seconda Divisione - Gruppo B del 2010. |
| Grecia      | Seconda nella Terza Divisione - Gruppo A del 2010.              |
| Sudafrica   | Ospitante, secondo nella Terza Divisione - Gruppo B del 2010.   |
| Lussemburgo | Terzo nella Terza Divisione - Gruppo A del 2010.                |
| Mongolia    | Terza nella Terza Divisione - Gruppo B del 2010.                |

## Incontri
| Città del Capo 11 aprile 2011, ore 13:00 | Turchia | 5 – 0 (Forfait) | Mongolia | Grandwest Ice Arena |

| Città del Capo 11 aprile 2011, ore 16:00 | Grecia      | 0 – 20 (0-5; 0-7; 0-8) referto | Lussemburgo | Grandwest Ice Arena (140 spett.)\| Arbitro: \| Maksym Urda \| |
| Arbitro:                                 | Maksym Urda |                                |             |                                                               |

| Città del Capo 11 aprile 2011, ore 19:45 | Sudafrica        | 5 – 6 (d.t.s.) (2-1; 2-2; 1-2; 0-1) referto | Israele | Grandwest Ice Arena (851 spett.)\| Arbitro: \| Claudio Pianezze \| |
| Arbitro:                                 | Claudio Pianezze |                                             |         |                                                                    |

| Città del Capo 12 aprile 2011, ore 13:00 | Mongolia | 0 – 5 (Forfait) | Grecia | Grandwest Ice Arena |

| Città del Capo 12 aprile 2011, ore 16:00 | Israele        | 11 – 1 (4-0; 4-0; 3-1) referto | Lussemburgo | Grandwest Ice Arena (56 spett.)\| Arbitro: \| Chris Deewerdt \| |
| Arbitro:                                 | Chris Deewerdt |                                |             |                                                                 |

| Città del Capo 12 aprile 2011, ore 19:45 | Turchia         | 1 – 11 (0-5; 1-3; 0-3) referto | Sudafrica | Grandwest Ice Arena (738 spett.)\| Arbitro: \| Mikhal Buturlin \| |
| Arbitro:                                 | Mikhal Buturlin |                                |           |                                                                   |

| Città del Capo 14 aprile 2011, ore 13:00 | Israele | 5 – 0 (Forfait) | Mongolia | Grandwest Ice Arena |

| Città del Capo 14 aprile 2011, ore 16:00 | Turchia          | 16 – 0 (6-0; 4-0; 6-0) referto | Grecia | Grandwest Ice Arena (113 spett.)\| Arbitro: \| Claudio Pianezze \| |
| Arbitro:                                 | Claudio Pianezze |                                |        |                                                                    |

| Città del Capo 14 aprile 2011, ore 19:45 | Sudafrica   | 5 – 2 (1-1; 1-0; 3-1) referto | Lussemburgo | Grandwest Ice Arena (1.014 spett.)\| Arbitro: \| Maksym Urda \| |
| Arbitro:                                 | Maksym Urda |                               |             |                                                                 |

| Città del Capo 15 aprile 2011, ore 13:00 | Mongolia | 0 – 5 (Forfait) | Sudafrica | Grandwest Ice Arena |

| Città del Capo 15 aprile 2011, ore 16:00 | Lussemburgo     | 5 – 6 (1-1; 1-2; 3-3) referto | Turchia | Grandwest Ice Arena (87 spett.)\| Arbitro: \| Mikhal Buturlin \| |
| Arbitro:                                 | Mikhal Buturlin |                               |         |                                                                  |

| Città del Capo 15 aprile 2011, ore 19:45 | Grecia         | 2 – 26 (0-6; 0-8; 2-12) referto | Israele | Grandwest Ice Arena (1.014 spett.)\| Arbitro: \| Chris Deweerdt \| |
| Arbitro:                                 | Chris Deweerdt |                                 |         |                                                                    |

| Città del Capo 17 aprile 2011, ore 13:00 | Lussemburgo | 5 – 0 (Forfait) | Mongolia | Grandwest Ice Arena |

| Città del Capo 17 aprile 2011, ore 16:00 | Israele          | 9 – 1 (3-1; 5-0; 1-0) referto | Turchia | Grandwest Ice Arena (1.014 spett.)\| Arbitro: \| Claudio Pianezze \| |
| Arbitro:                                 | Claudio Pianezze |                               |         |                                                                      |

| Città del Capo 17 aprile 2011, ore 19:45 | Sudafrica   | 17 – 0 (4-0; 6-0; 7-0) referto | Grecia | Grandwest Ice Arena (1.014 spett.)\| Arbitro: \| Maksym Urda \| |
| Arbitro:                                 | Maksym Urda |                                |        |                                                                 |

## Classifica
| Pos. |             | PG       | V        | VOT      | POT      | P        | GF       | GS       | DR       | Pt       |
| 1.   | Israele     | 5        | 4        | 1        | 0        | 0        | 57       | 9        | +48      | 14       |
| 2.   | Sudafrica   | 5        | 4        | 0        | 1        | 0        | 43       | 9        | +34      | 13       |
| 3.   | Turchia     | 5        | 3        | 0        | 0        | 2        | 28       | 25       | +3       | 9        |
| 4.   | Lussemburgo | 5        | 2        | 0        | 0        | 3        | 33       | 22       | +11      | 6        |
| 5.   | Grecia      | 5        | 1        | 0        | 0        | 4        | 7        | 79       | -72      | 3        |
| 6.   | Mongolia    | Ritirata | Ritirata | Ritirata | Ritirata | Ritirata | Ritirata | Ritirata | Ritirata | Ritirata |

## Riconoscimenti individuali
- Miglior portiere: David Berger -  Sudafrica
- Miglior difensore: Daniel Spivak -  Israele
- Miglior attaccante: Eliezer Sherbatov -  Israele

## Classifica marcatori
| Giocatore         | PG | G  | A  | Pt | +/- | MP |
| ----------------- | -- | -- | -- | -- | --- | -- |
| Eliezer Sherbatov | 4  | 14 | 12 | 26 | +22 | 0  |
| Sergei Frenkel    | 4  | 11 | 11 | 22 | +21 | 4  |
| Daniel Mazour     | 4  | 11 | 7  | 18 | +18 | 10 |
| Robert Beran      | 4  | 4  | 8  | 12 | +8  | 31 |
| Thierry Beran     | 4  | 4  | 7  | 11 | +4  | 0  |
| Cameron Birrell   | 4  | 4  | 5  | 10 | +5  | 4  |
| Daniel Spivak     | 4  | 0  | 10 | 10 | +16 | 0  |
| Deen Magmoed      | 4  | 6  | 3  | 9  | +9  | 4  |
| Savas Akturk      | 4  | 4  | 5  | 9  | +5  | 10 |
| Marc Giot         | 4  | 3  | 3  | 6  | -5  | 20 |

Fonte: IIHF.com

## Classifica portieri
| Giocatore         | Min    | TC  | GS | SO | MGS  | Sv%   |
| ----------------- | ------ | --- | -- | -- | ---- | ----- |
| David Berger      | 120:00 | 68  | 3  | 0  | 1.50 | 95.59 |
| Avihu Sorotzki    | 201:14 | 81  | 6  | 0  | 1.79 | 92.59 |
| Ashley Bock       | 123:51 | 41  | 6  | 1  | 2.91 | 85.37 |
| Levent Ozbaydugan | 191:05 | 114 | 17 | 1  | 5.34 | 85.09 |
| Philippe Lepage   | 221:57 | 124 | 21 | 1  | 5.68 | 83.06 |

Fonte: IIHF.com